# جشنواره بین‌المللی فیلم زیمبابوه
جشنواره بین‌المللی فیلم زیمبابوه  (به اختصار ZIFF) یک جشنواره فیلم ده روزه سالانه است که در زیمبابوه در ماه اوت یا سپتامبر برگزار می‌شود. این جشنواره که در سال ۱۹۹۸ توسط بنیاد جشنواره بین‌المللی فیلم زیمبابوه تأسیس شد، یک سازمان غیرانتفاعی، سازماندهی می‌شود. این جشنواره یک پلتفرم رقابتی غیرسیاسی است که ویترینی از فیلم‌های بلند، فیلم‌های مستند و فیلم کوتاه را ارائه می‌دهد و همچنین کارگاه‌های آموزشی و سایر رویدادهای فرهنگی را نیز برگزار می‌کند.

## پیوندهای خارجی
- وبگاه رسمی